# Kerst-Koren-Festival
Het Kerst-Koren-Festival is een organisatie van De Vrienden van de Lyrische Kunst vzw. 
Het Kerst-Koren-Festival heeft een dubbel doel: 
- De koren die weinig of geen subsidies ontvangen financieel steunen
- De mensen tussen Kerstmis en Nieuwjaar gratis een kerstconcert aanbieden, zodat ook de minderbegoeden eens naar een concert kunnen.

Het Kerst-Koren-Festival wordt ieder jaar georganiseerd in een sfeer van vrede, vreugde en vriendschap, waarbij enkele koren samen optreden. 
In 2004 werd het Kerst-Koren-Festival internationaal en werd dit een van de grootste koor-evenementen van België. Meer dan honderd koren zongen in Gent en ook daarbuiten, telkens tijdens de Advent, in kerken, scholen, winkels, straten en pleinen, liederen van verwachting. Als apotheose volgde dan vanaf 26 december het eigenlijke kerst-gedeelte waarbij kerstliederen werden gebracht door koren en orkesten. Er was ook samenzang voorzien, een soort proms, maar dan zonder microfoons. 
In 2017 deden drie koren mee: Het Gemengd Zangkoor Sint-Pieterskoraal Merelbeke, Het Koninklijk Gemengd Koor Singhet Scone Dilbeek, Het Koninklijk Parochiaal Mannenkoor Gent. Ze traden samen op met solisten Jet Van Dam (sopraan) en Léon-Bernard Giot (bariton), en werden begeleid door Pieter Van Ingelgem aan het orgel
De algemene muzikale leiding is steeds in handen van medeoprichter en bezieler Léon-Bernard Giot uit Melle.